# Léon Zéliqzon
 (mai 2021).
Si vous disposez d'ouvrages ou d'articles de référence ou si vous connaissez des sites web de qualité traitant du thème abordé ici, merci de compléter l'article en donnant les références utiles à sa vérifiabilité et en les liant à la section « Notes et références ».
Léon Zéliqzon, né le 11 septembre 1858 à Vantoux (Moselle) et mort le 16 mars 1944 à Vandières (Meurthe-et-Moselle), est un linguiste français spécialiste du patois lorrain roman.

## Biographie
Léon Zéliqzon est né à Vantoux près de Metz en Moselle le 11 septembre 1858.
Il fut professeur au lycée de garçons de Metz, aujourd'hui lycée Fabert, et était de confession israélite. Avant 1918, il y fut le professeur de Joachim von Ribbentrop[réf. nécessaire].
En 1944, lors de la rafle de Pagny-sur-Moselle et Vandières, il est jugé intransportable pour le camp d'Écrouves car il est mourant. Il décède de maladie le 16 mars 1944 à Vandières.

## Postérité
Une petite rue porte son nom à Metz dans le quartier de Plantières.

## Œuvres
On lui doit deux ouvrages fondamentaux :
- L. Zéliqzon et G. Thiriot, Annuaire de la Société d'Histoire et d'Archéologie lorraine, Metz, no IV (Supplément) « Textes patois recueillis en Lorraine », 1912, p. xii et 477.
- L. Zéliqzon, Dictionnaire des patois romans de la Moselle, vol. 1 à 3, Saverne, Fuchs, 1922 à 1924, 718 p.[2].